# Haircut (finance)
En finance, un haircut, ou décote en français, est la différence entre la valeur de marché d’un actif et la valeur attribuée à cet actif lorsqu’il est utilisée comme garantie d'un prêt .
Le montant du haircut reflète le risque perçu de la perte de valeur de l'actif ou de sa vente lors d'une vente au rabais: plus le risque est perçu comme important, plus le haircut sera important.
Le prêteur conservera toutefois un privilège pour la valeur totale de l'actif. Si la garantie doit être vendue pour rembourser le prêt (c’est-à-dire si l’emprunteur ne peut pas rembourser le prêt), le haircut est destiné à empêcher le prêteur de recouvrer moins de la valeur totale de l’encours de la vente de cette garantie, permettant même des réductions de la valeur marchande.

## Exemples
- Dans le cas où A doit 100 € à B, A n'a plus d'argent pour rembourser B et la seule banque qui veut lui prêter de l'argent ne veut lui prêter que 70 € ; il y a alors une restructuration de la dette. Une restructuration est une simple renégociation du montant à ne pas rembourser, dans notre exemple 30 €. Ce montant est le haircut.
- Les bons du Trésor des États-Unis, considérés comme relativement sûrs, en tant qu'actifs liquides de haute qualité, ont un haircut estimé à environ 10 %, tandis que pour les stock-options, considérées comme très risquées, le haircut pourrait atteindre 30 %. En d'autres termes, un bon du Trésor de 1 000 USD sera généralement accepté en garantie de prêt à hauteur de 900 USD, tandis que pour une stock-option de 1 000 USD, cela avoisinerait plutôt un prêt de 700 USD.